# Strażnica WOP Cisna
Strażnica Wojsk Ochrony Pogranicza Cisna – zlikwidowany podstawowy pododdział Wojsk Ochrony Pogranicza pełniący służbę graniczną na granicy polsko-czechosłowackiej.
Strażnica Straży Granicznej w Cisnej – zlikwidowana graniczna jednostka organizacyjna Straży Granicznej realizująca zadania bezpośrednio w ochronie granicy państwowej ze Republiką Słowacką.

## Formowanie i zmiany organizacyjne
Strażnica Wojsk Ochrony Pogranicza Cisna została sformowana na bazie zlikwidowanej strażnicy WOP Roztoki w strukturach batalionu granicznego Karpackiej Brygady WOP w Sanoku Karpackiej Brygady WOP w Nowym Sączu i tak funkcjonowała do 15 maja 1991.
Straż Graniczna:
Po rozwiązaniu Wojsk Ochrony Pogranicza, strażnica w Cisnej weszła w podporządkowanie Bieszczadzkiego Oddziału Straży Granicznej w Przemyślu i przyjęła nazwę Strażnica Straży Granicznej w Cisnej (Strażnica SG w Cisnej) .
Zgodnie z rozporządzeniem Ministra Spraw Wewnętrznych i Administracji z 22 września 2004, 1 stycznia 2005 Strażnica SG w Cisnej została przekazana z Bieszczadzkiego Oddziału SG i włączona w struktury Karpackiego Oddziału SG w Nowym Sączu:
Strażnica SG w Cisnej została rozwiązana w 2005.

## Ochrona granicy
W ochronie granicy dowódcy strażnicy ściśle współpracowali ze swoimi odpowiednikami tj. naczelnikami placówek OSH (Ochrana Statnich Hranic) CSRS.

## Zasięg terytorialny
Straż Graniczna:

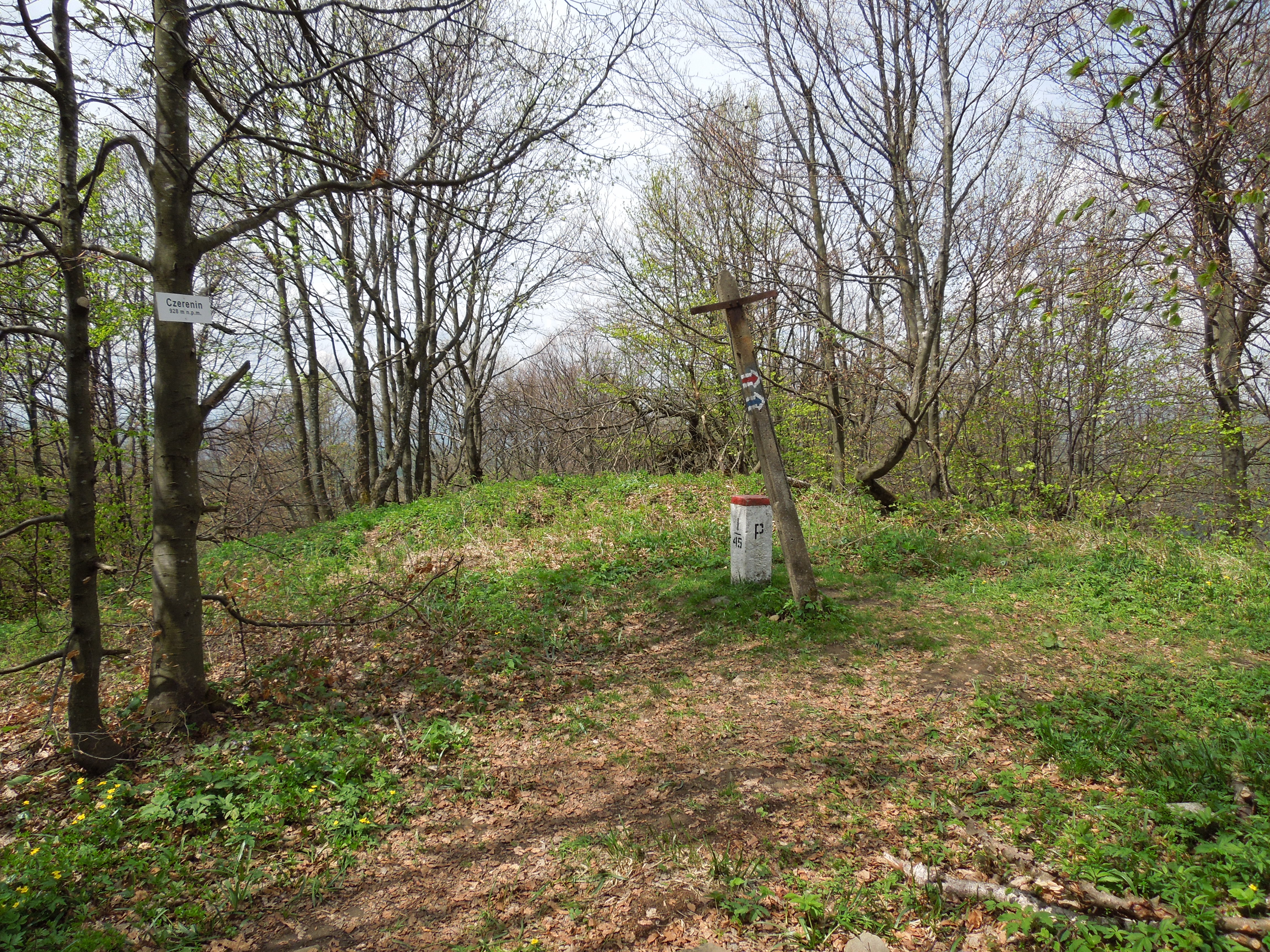
Granica polsko-słowacka, znak gran. nr I/45 w rej. Czerenin (maj 2015)

16 maja 1991 Strażnica SG w Cisnej ochraniała odcinek granicy państwowej z Czechosłowacją:
- Włącznie od znaku granicznego nr I/29 , wyłącznie do znaku granicznego nr I/51.
- Linia rozgraniczenia z[4]:

1. Strażnicą SG w Wetlinie: włącznie znak gran. nr I/29, wyłącznie Przysłup, włącznie, punkt triangulacyjny 968,3, ujście rzeki Bowański do rzeki Solinka, rzeką Solinka do jej ujścia, dalej granicą gmin Cisna oraz Solina do styku granic gmin Solina, Czarna i Cisna.
2. Strażnicą SG w Łupkowie: wyłącznie znak gran. nr l/51, dalej granicą gmin Cisna i Baligród oraz Komańcza do góry Chryszczata.

## Strażnice sąsiednie
- Strażnica WOP Wetlina Lądowa ⇔ Strażnica WOP Łupków Lądowa – po 1990

Straż Graniczna:
- Strażnica SG w Wetlinie ⇔ Strażnica SG w Łupkowie – 16.05.1991[2] .

## Dowódcy/komendanci strażnicy
Komendanci strażnicy SG:
- ppor. SG Leszek Żyburtowicz (od 16.05.1991)[5][2] .